# Карлівка
Ка́рлівка — місто в Україні, у Карлівській міській громаді Полтавського району Полтавської області. До 2020 року було центром Карлівського району.
Площа — 7915 га. Станом на початок 2025 р. на території міста зареєстровано 15 525 осіб.

## Географія

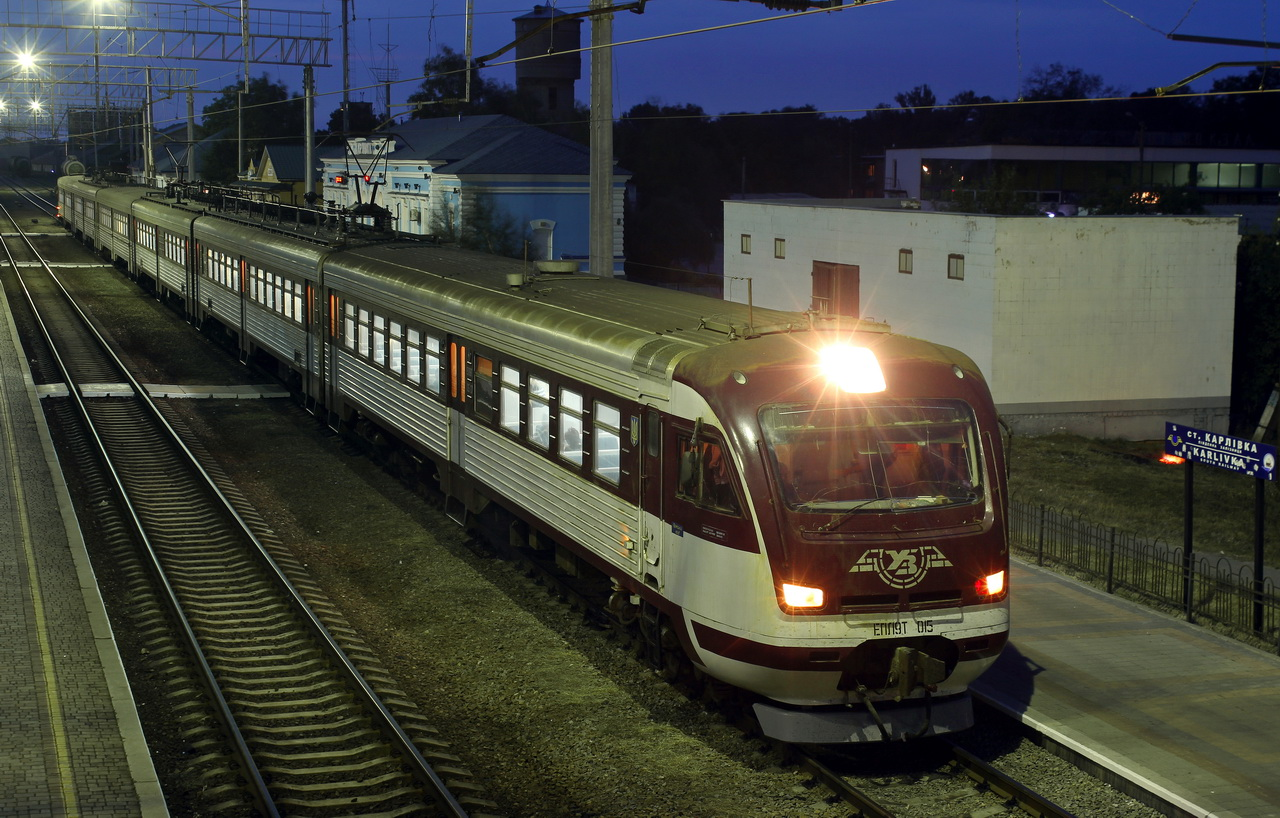
Залізнична станція Карлівка

Місто Карлівка розташоване на правому березі річки Орчик, на відстані приблизно 50 км від обласного центру м. Полтави. Площа штучного дзеркала 7548 га. З лівого берегу річки розкинувся Красноперівський ліс, який займає загальну площу 317 га. Нижче за течією на відстані 2,5 км розташоване селище Солона Балка, на протилежному березі — село Попівка. На території міста декілька великих ставів, з яких випливає один з витоків річки Тагамлик. Річка в цьому місці звивиста, утворює лимани, стариці та заболочені озера. Через місто пролягають автомобільні дороги Т 1712, Т 1722 і Р11 та залізнична магістраль Полтава — Лозова, яка поділяє місто на дві частини — північну та південну, на ній розташовані станція Карлівка та зупинний пункт Магістральна.

## Історія
Імовірно до листопада 1708 року землі річкою Орчик, на яких пізніше почало розбудовуватися майбутнє місто Карлівка, належали судді Полтавського полку, прибічнику гетьмана Івана Мазепи — Івану Красноперичу.
Відгук про ті часи зберігся в дещо видозміненій сучасній назві лісу — Красноперівський. Документальні свідчення про наявність вже тоді на цій території будь-якого населеного пункту не відомі.
8—12 жовтня 1731 року — дата однієї з найперших, достовірних, документально підтверджених згадок про слободу Карлівку, де вона до того ж вперше фігурує під своєю сучасною назвою. Тодішній власник навколишніх земель — командуючий військами в Україні (Українським корпусом), у близькому часі Київський генерал-губернатор (іменний указ Сенату від 11 листопада 1731 р.) генерал-аншеф російської армії, віднедавна австрійський граф Іоганн-Бернгард Вейсбах, принаймні восени 1731 року, використовував свою слободу як тимчасову резиденцію (штаб-квартиру) звідкіля керував та контролював хід робіт із зведення знаменитої Української укріпленої лінії, що простяглася від Дніпра до Сіверського Дінця та мала захистити Гетьманську і Слобідську Україну від набігів татар. Є підстави саме його вважати і автором назви Карлівка.
Після смерті І.-Б. Вейсбаха 24 серпня 1735 року всіма маєтностями надалі володіла його дружина, тепер уже вдова, — графиня Вейсбах до своєї кончини 5 жовтня 1736 року.
Друга половина січня 1737 року — генерал-фельдмаршал Бурхард Крістоф Мініх отримав від імператриці Анни Іоанівни як винагороду за успішний Кримський похід 1736 року маєтності покійного І.-Б. Вейсбаха, які той одержував за службу.
З 26 лютого 1739 року відомо про факт перейменування Б.-Х. Мініхом Карлівки на Мініхполь. Нова назва проіснувала принаймні до квітня 1743 р.
Стара версія, що, на жаль, вже понад 150 років публікується в різних виданнях, та сутність якої полягає в тому, що нібито засновником та автором назви Карлівка був міфічний Карл Мініх є помилковою.
Усе свої надбання — рухоме та нерухоме майно Б.-Х. Мініх фактично повністю втратив після арешту в ніч з 24 на 25 листопада 1741 року під час державного перевороту на користь дочки Петра І — Єлизавети Петрівни. Юридично акт відчуження, у тому числі і карлівських земель, остаточно було затверджено Маніфестом від 22 січня 1742 року.
За часів І.-Б. Вейсбаха та Б.-Х. Мініха Карлівка (Мініхполь) набуває статусу адміністративно-територіального центру навколишніх земель, формується майбутній Карлівський маєток (упродовж XVIII ст. це Карлівська волость), виникають та розвиваються села Федорівка і Варварівка…
У Карлівці будується бойове укріплення для захисту від набігів татар, яке за розмірами не поступається фортецям Української укріпленої лінії (рештки цього укріплення відомі принаймні до кінця XIX ст., у деяких виданнях їх, імовірно помилково, називають руїнами палацу та рештками саду Мініха).
30 квітня 1743 року імператриця Єлизавета Петрівна іменним указом подарувала Карлівський маєток своєму фавориту Олексію Григоровичу Розумовському, який після його смерті 6 липня 1771 року успадкував молодший брат, на той час вже колишній останній гетьман України — Кирило Розумовський. Загалом сімейство Розумовських володіло Карлівськими землями близько 106 років.
11 травня 1784 року найперше відоме документальне повідомлення, що вже принаймні у 80-х роках XVIII ст. Карлівка починає називатися містечком.
9 червня 1787 року під час повернення з подорожі до Криму, по дорозі з Полтави до Костянтинограда, імператриця Катерина II зупинялася в Карлівці та мала обід.

### XIX століття
24 квітня 1800 року — відповідно до «Распределительной записи имений графа Кирилла Григорьевича Разумовского между его сыновьями» четвертий син останнього Українського гетьмана — Лев Кирилович Розумовський фактично вступив у володіння (юридичні права отримав після смерті батька 3 січня 1803 року) Карлівськими землями, що він ознаменував будівництвом в тому ж році дерев'яної церкви Варваринської в селі Варварівці.
Лев Кирилович виявився найефективнішим господарником серед Розумовських. Саме за часів його діяльності було покладено початок розбудови промислових підприємств, переважно з переробки сільськогосподарської сировини. У 1808 році завдяки його зусиллями була заснована суконна мануфактура, яка в середині XIX ст. була найпродуктивнішою та найефективнішою серед подібних підприємств Полтавської губернії і добре відомою далеко за її межами.
Станом на 1817 рік у містечку Карлівці та в селах маєтку діяли: 4 винокурених заводи, восколильний завод, селітряний та цегельний заводи, а також невеликі за обсягом продукції: полотняна фабрика, пивоварня, маслобійня тощо. Ці обставини сприяли остаточному закріпленню за Карлівкою статусу містечка.
Належним чином розвивалося і сільське господарство, головною галуззю якого на той час було тваринництво, тож кількість овечих заводів було збільшено до 7 одиниць, великої рогатої худоби до 3 одиниць, діяв кінний завод…
Найперша в Карлівці лікарня почала діяти імовірно вже в перші роки XIX століття, а на плані містечка 1817 року зображено навіть цілий «Лазаретний дворъ».
За рік до кончини Льва Кириловича (помер 21 листопада 1818 року) його коштом та опікою в Карлівці було збудовано унікальну муровану 3-х престольну Успенську церкву, якій пізніше, через дуже великий приход, судилося стати єдиною на всю Полтавську єпархію 1-го класу (варварськи зруйнована всередині 1930-х років XX століття)
Після адміністративно-територіальних змін проведених у підросійській Україні, карлівський маєток, площею 91000 десятин (1 дес. = 1.0925 га), котрий в цілому збігався з сучасним районом і за підрахунками В. А. Пилипця був більший від нього на 14 %, 1802 року практично весь увійшов до складу Костянтиноградського повіту Полтавської губернії, і лише мізерна його частина відійшла до Полтавського. Варто застерегти читача, що Карлівський маєток у даному випадку був не певною адміністративно-територіальною одиницею держави, а значною латифундією (велике приватне земельне володіння). Окрім того, у даному дослідженні буде висвітлена історія виключно тих земель, які входили до складу карлівського маєтку та тих, що після підписання у 1863 р. викупних договорів перейшли від поміщика у власність селянських общин.
На середину XIX століття Карлівщина відповідала усім «стандартам» тодішньої Російської імперії. Маєток характеризувався рабським й убогим становищем селянства, застарілим технічним оснащенням, відсталими методами ведення господарства тощо Тож графиня Марія Григорівна Розумовська — тодішня власниця цієї місцини, не маючи з неї особливого зиску, а головним чином втягнувшись в борги, 24 лютого 1849 року продала свою величезну земельну ділянку разом з усіма пожитками що на ній знаходилось (в тому числі й людьми), великій княгині Олені Павлівні. Саме цю подію можна рахувати поворотною для нашого краю дореволюційного періоду.
Німкеня, велика княгиня Олена Павлівна, щоб вийти заміж за сина колишнього імператора Павла І — Михайла Романова, у вісімнадцятирічному віці переїхала жити в імперську Росію, сталося це у 1823 р. Сучасники відгукувалися про неї, як про особу навдивовижу ерудовану та освічену, яка володіє енциклопедичними знаннями у не одній галузі науки, а Микола І одного разу навіть сказав: «Олена — це вчений нашого сімейства, тож я до неї відсилаю європейських мандрівників…» Сімейне життя княгині склалося трагічно: між подружжям стосунки не склалися, до того ж шлюб протримався лише двадцять п'ять років через смерть чоловіка; у дитячому віці померло чотири з п'яти дочок. Однак Олена Павлівна не склала руки, а натомість почала займатись громадсько-меценатською роботою. Оскільки княгиня значну частину свого життя прожила у Західній Європі, де спілкувалась з видатними умами того часу, та знайомилась з широким колом літератури заснованої на ідеях Просвітництва, то вона, як ніхто інший, розуміла необхідність кардинального реформування Російської імперії, що й утвердило її у прагненні ділом, а не словом змінити державу. Це бажання вилилось у проекті перевлаштування Оранієнбаумського маєтку, який реалізовувався у 1830—1840 роках XIX століття. Планувалось провести реформи, які б сприяли покращенню життєвих умов селянства та відповідно збільшили прибутковість маєтку. Однак, з різних причин, поданий задум здійснити не вдалось. Цікавим є й те, що в майбутньому низка перетворень проведених в Оранієнбаумі будуть успішно реалізовані на теренах Карлівщини.
На момент придбання Оленою Павлівною карлівського маєтку його економічне становище перебувало у такому стані. У п'яти вівчарнях утримувалось близько 53000 голів, що було найбільшим показником у Полтавській губернії. Та за цими цифрами крилась невідсортована, змучена жахливим утриманням та заражена леп'ю чи лишаєм худоба. Шерсть з пострижених овець перероблялася на чималій суконній фабриці, будівля якої роками будучи не відремонтованою перебувала, як загалом і всі господарські будівлі, у напівзруйнованому стані, верстати на підприємстві були напівзламані, парові котли — перегорілі. Із двох винокурень, одна — не добудована, будівля іншої похилилась і утримувалась лише завдяки підпоркам. Подібна ситуація розрухи та занедбаності побутувала і на 4 скотарських, кінському та свинарському заводах. Діяли й інші незначні підприємства.
Щодо землеробства, то найродючіші в світі карлівські чорноземи використовувалися вкрай неефективно. Під ріллю було виділено 7633 дес., не рахуючи землі наданої кріпакам на власні потреби. У власності маєтку для обробітку цього наділу не було навіть найелементарніших сільськогосподарських знарядь та волів — основної тяглової сили, то ж поміщик змушений був послуговуватися занехаяними селянськими, яких однак не вистачало.
У перші роки після зміни власників, значних модернізаційних заходів на території Карлівщини не проводилось. Одразу ж був розпущений весь штат працівників адміністрації маєтку, що значно ускладнило його нормальне функціонування. Новим головноуправляючим, наказом від 1 травня 1849 року, було поставлено відомого українського історика, статистика та етнографа М. І. Арандаренка. У перші місяці господарювання, ним був розроблений досить масштабний і обдуманий проект реформування маєтку. Згідно з ним планувалося рільництво зробити провідною галуззю господарства, побудувати нові заводи (селітряний, цукровий, пивоварний, медоварний та 3 винокурних), провести оновлення у всіх без винятку сферах господарювання та ін. Однак зміни ці так і не були введені, головно через брак коштів, основна частина яких йшла на погашення боргу М. Г. Розумовської.
Та все ж певні позитивні зміни, у межах наявних можливостей, вдалось провести. Зокрема М. І. Арандаренко закупив 15000 овець, а в колишньому стаді нейтралізував леп, значно збільшене, а також впорядковане та відсортоване було й стадо великої рогатої худоби. Проте плачевний стан маєтку, відсутність інвестицій у його розбудову та деякі інші причини спонукали М. І. Арандаренка у квітні 1851 р. просити про звільнення з посади головноуправляючого, що й було задоволено власницею латифундії.
Його наступником став відставний поручик К. Є. Енгельгардт. Незважаючи на відсутність прямих свідчень, очевидним є те, що це була надзвичайно високоосвічена людина, яка тонко розумілась на всіх аспектах ведення господарства. З цього моменту і до кінця 50-х років XIX ст. кардинальних, економічно спрямованих реформ на території Карлівщини не проводилось, однак завдяки правильно поставленому веденню господарства та певним інвестиціям, маєток зміг вийти з кризи попередніх років.
Починаючи з 1855 року велика княгиня Олена Павлівна, широко зацікавилась селянським питанням у Російській імперії. Тож, рахуючи з цього року, Карлівщина стала не тільки ареною передових економічних перетворень, а й потужним центром боротьби із кріпосним правом. Вже наприкінці 1855 К. Є. Енгельгардтом був складений план звільнення місцевих кріпаків, у якому окрім іншого, була висунута ідея необхідності викупу селянами поміщицької землі. По тому основним «ідеологом» даного проекту став М. О. Мілютін, праці якого склали ядро діяльності карлівського гуртка — неофіційного органу, який займався розробкою положення, котре кардинально реформувало у маєтку сфери землеволодіння та селянських повинностей. Продуктом довготривалої та кропіткої роботи вищеозначеного колективу, стало затверджене 1 лютого 1859 р. Олександром II «Положення для селян карлівського маєтку», котре вступило в закон 21 травня того ж року.
У історіографії, як і в свідомості карлівчан надзвичайно твердо усталилась думка, що даним документом на Карлівщині на два роки раніше ніж на інших землях Російської імперії було скасоване кріпосне право. Це ж стверджувалось і в нещодавно опублікованій статті «Кріпаки карлівського маєтку отримали вольницю першими у Російській імперії» опублікованій у номері районної газети «Життя і слово» від 16 червня 2012 р. Однак останні дослідження виявили, що ця теза є лише одним із численних міфів про історію Карлівщини, які постійно виникають через непрофесійність дослідників. Справа в тім, що Велика реформа, попередній варіант якої розроблявся карлівським гуртком, охоплювала 4 основні сектори реформування, а саме: ліквідація особистої залежності селян від поміщиків, створення органів селянського управління,  наділення селян землею і визначення за неї повинностей, викуп селянських наділів. Вищеозначений карлівський проект затверджений імператором, урегульовував лише останні три, однак взагалі не торкався основного — ліквідації кріпосної залежності селян від поміщика, тобто кріпосне право не було ліквідоване.
Незважаючи на соціальну спрямованість поданої реформи, вона значно вплинула і на економічний розвиток маєтку «Карлівка». Адже після укладення у 1863 році з селянськими общинами викупних договорів, що стало наслідком «Нового положення» 1859 року та Селянської реформи 1861 року, загальна площа економії скоротилась на 32649 дес. і відтоді становила понад 58 тис. десятин. Та основним є те, що вже на весні 1859 р. маєток перейшов із відсталої відробіткової (панщина) до прогресивної оброчної системи повинностей, що сприяло капіталізації виробничих відносин на Карлівщині.
Свої особливості мала й система управління маєтком. У господарському відношенні він у 1850 р. поділявся на 6 управительств, однак з часом їх кількість була розширена і станом на 1887 р. поділ був наступним: Федорівське управиельство — 8,8 тис. дес., Ланнівське — 7,1 тис. дес., Мартинівське — 6,3 тис. дес., Аліновське — 4,4 тис. дес., Цехмістровське — 4,3 тис. дес., Цебіхінське — 4,3 тис. дес., Карлівське — 4,1 тис. дес., Варварівське — 4 тис. дес., Буртовське — 3,9 тис. дес., Тагамлицьке — 3,6 тис. дес., Винокурне — 3,5 тис. дес., Кирилівське — 2,9 тис. дес. та Опішнянський бір — 1 тис. дес. На чолі кожного з них, окрім одного, стояв окремий управитель. Адміністрація маєтку концентрувалась у руках головноуправляючого, головного адміністратора, та двох його помічників. Також до вищого керівного складу входили ветеринар, лікар, лісничий та його помічник, механік, старший бухгалтер та агент по торгівлі. Окрім того, був свій керівник у деяких галузях господарства та у кожного підприємства.
Наприкінці 1850-х років XIX століття в економіці починають впроваджувати кардинальні зміни у всіх галузях господарства. Так, у 1860 році був побудований за сучасною термінологією ремонтно-механічний завод (тоді — майстерні, нині — ПАТ «Карлівський машинобудівний завод»). Він був устаткований німецьким обладнанням, до того ж іноземні спеціалісти готували перших його робітників із числа місцевого населення, завідував майстернями, принаймні перші 13 років, знову ж німець — механік Роберт. Продукція вироблена на заводі взагалі не збувалась за межами маєтку, адже основною метою його діяльності, було забезпечення внутрішніх потреб економії. А саме ремонт та виготовлення найрізноманітніших сільськогосподарських знарядь та заводського устаткування, починаючи від плугів і закінчуючи паровими машинами, окрім того на початку XX ст. був освоєний випуск локомобілів потужністю 30 кінських сил. Станом на 1887 рік в майстерні розміщувались дві парові машини, одна з яких приводила в дію 8 механічних верстатів, а інша обслуговувала ливарню, у якій знаходились вентилятор, а також дві печі: вагранка та самоплавка, які призначались для чугуно- й мідноливарного виробництва відповідно. Також на заводі діяло 7 ковальських горн та 3 пилки по дереву, а для виготовлення залізно-котельних виробів — піч для нагрівання залізних листів, два преса та один згинальний верстат. Щорічно на утримання ремонтно-механічного заводу економія витрачала близько 28000 руб. Кількість робітників у другій половині XIX ст. коливалась у районі 65 чоловік.
Разом з тим у маєтку розпочалася розбудова низки підприємств із переробки рослинницької сировини. Ще у 1855 р. був збудований паровий млин, який однак, принаймні, упродовж 1867—1880 рр. перестав діяти, а в наступні роки давав зовсім незначний прибуток, у 1884 р. на ньому був встановлений паровик потужністю 12 к.с. та працювало 12 робітників. Проте у 1885 р. крупчатка була капітально переоблаштована за останнім словом техніки, після чого з невеличкого закладу перетворилась у справжнього гіганта, прибуток зокрема збільшився у 12,8 разів, а кількість виробленого борошна високої якості сягнула показника у 1000 пудів за добу (1 пуд = 16 кг) та до 250000 пудів у рік (у 1884 р. 85000 пудів у рік). Млин спеціалізувався на переробці ярової та озимої пшениці. Вироблена продукція збувалась у Полтаві, Костянтинограді, Полтаві та сусідніх селах.
Значна увага почала приділятись технічному оснащенню рільництва. Так у 1858 було закуплено 8 жаток Маккорміка, а вже наступного року К. Є. Енгельгард особисто поїхав в Лондон та Орлеан, де на величезну суму придбав з доставкою 4 локомобілі разом з молотарками, (до слова перший локомобіль був випущений у Російській імперії лише у 1874 р.), також було куплено 82 передових на той час плугів Шумана та інші сільськогосподарські знаряддя. Тож вже влітку 1859 р. за допомогою передової техніки було скошено і обмолочено зернових з 4000 дес.
Прибутки Карлівського маєтку протягом пореформеного десятиліття збільшилися втричі!
Загалом розбудова переробних підприємств маєтку продовжувалася до початку Першої світової війни, коли став до ладу останній з трьох цукрових заводів.
Наприкінці XIX століття у господарстві маєтку було досягнуто такого стану, коли зібраний на полях урожай за його межі не переробленим не вивозився.
Подією надзвичайної ваги для поступального економічного розвитку всього краю стало введення до ладу у 1897 році залізничної гілки Полтава-Костянтиноград. Але до Карлівки з боку Полтави вона була підведена принаймні на два роки раніше (не пізніше 1895 року). Будівництво залізничної станції в Карлівці є безперечною заслугою герцогів Георгія та Михайла Мекленбург-Стрелицьких…
Наскільки названа подія була дуже вагома свідчить вже те, що Карлівка в багатьох документах того періоду почала частіше називатися не містечком, а станцією Карлівкою.
Доречно зазначити, що з початку 1873 року Карлівським маєтком володіла Велика Княгиня Катерина Михайлівна (1827—1894 рр.), донька Великої Княгині Олени Павлівни. А з 1894-го по 1917 рік маєток перейшов у власність її нащадків герцогів Георгія Георгійовича Мекленбург-Стрелицького (1859—1909 рр.), Михайла Георгійовича Мекленбург-Стрелицького (1863—1934 рр.) та їх сестри принцеси Олени Георгіївни Саксен-Альтенбурзької (1857—1936 рр.).

### XX століття

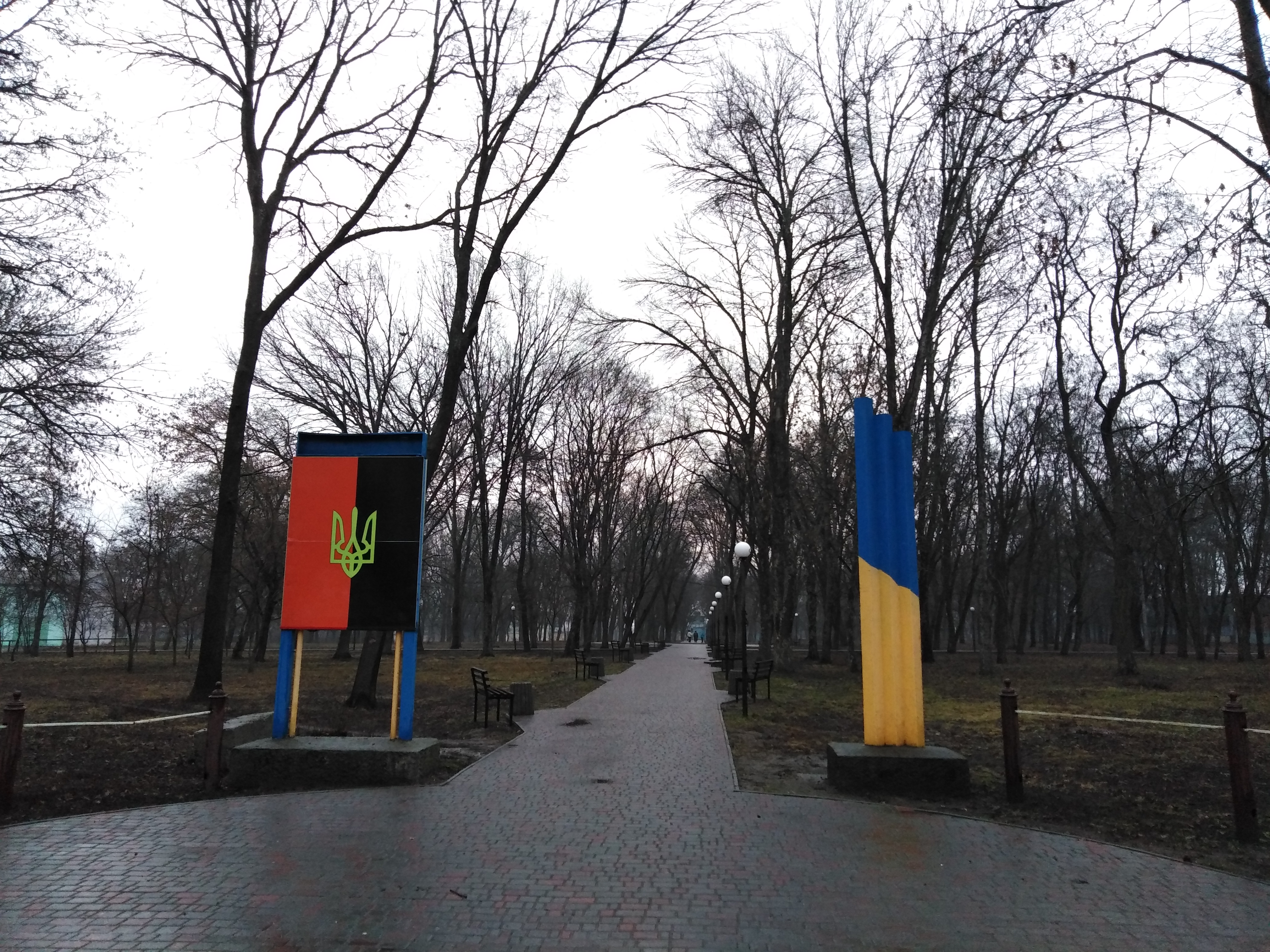
Вхід до парку

Слід віддати належне братам герцогам Мекленбур-Стрелицьким та їхній сестрі вже за те, що вони не стали дробити Карлівський маєток на три спадкові частини, а залишили його в спільному володінні. Тож до 1917 року Карлівщина продовжувала бути цілісним сільськогосподарським та промислово-переробним комплексом.
Тоді на цій благодатній території з'являється три цукрових, черепичний та салотопний заводи, через містечко прокладено залізницю, споруджено чотири парових і вальцювальних млинів, відкрито дві земські і церковно-парафіяльну школи. На той час у Карлівці працювали короткотермінові педагогічні курси для вчителів початкових шкіл, відбувалося чотири ярмарки на рік.
7 березня 1923 року утворений Карлівський район. Його територіальною основою став колишній Карлівський маєток, але за деяких змін, так на північному заході маєтку села Тагамлик (сучасна Кошманівка) та деревня Ладыженка з навколишніми землями відійшли до новоствореного Машівського району, а на сході — села Хрестище, Кирилівка, Тишенківка (Красноградського району) з прилеглими населеними пунктами та територією відійшли до сусіднього Берестинського району. А до складу Карлівського району було включено Білухівщину та Максимівку з округою, які раніше до складу маєтку ніколи не входили. Загалом же, за територією, колишній Карлівський маєток перевищував нинішній Карлівський район близько як на 14 %.
У 1939 році Карлівка віднесена до категорії селищ міського типу, у той період вона налічувала 10409 жителів.
За часів нацистської окупації 1941—1943 рр., Карлівка з 1 вересня 1942 і до вступу радянських військ 20 вересня 1943 року була адміністративним центром Карлівського ґебіту.

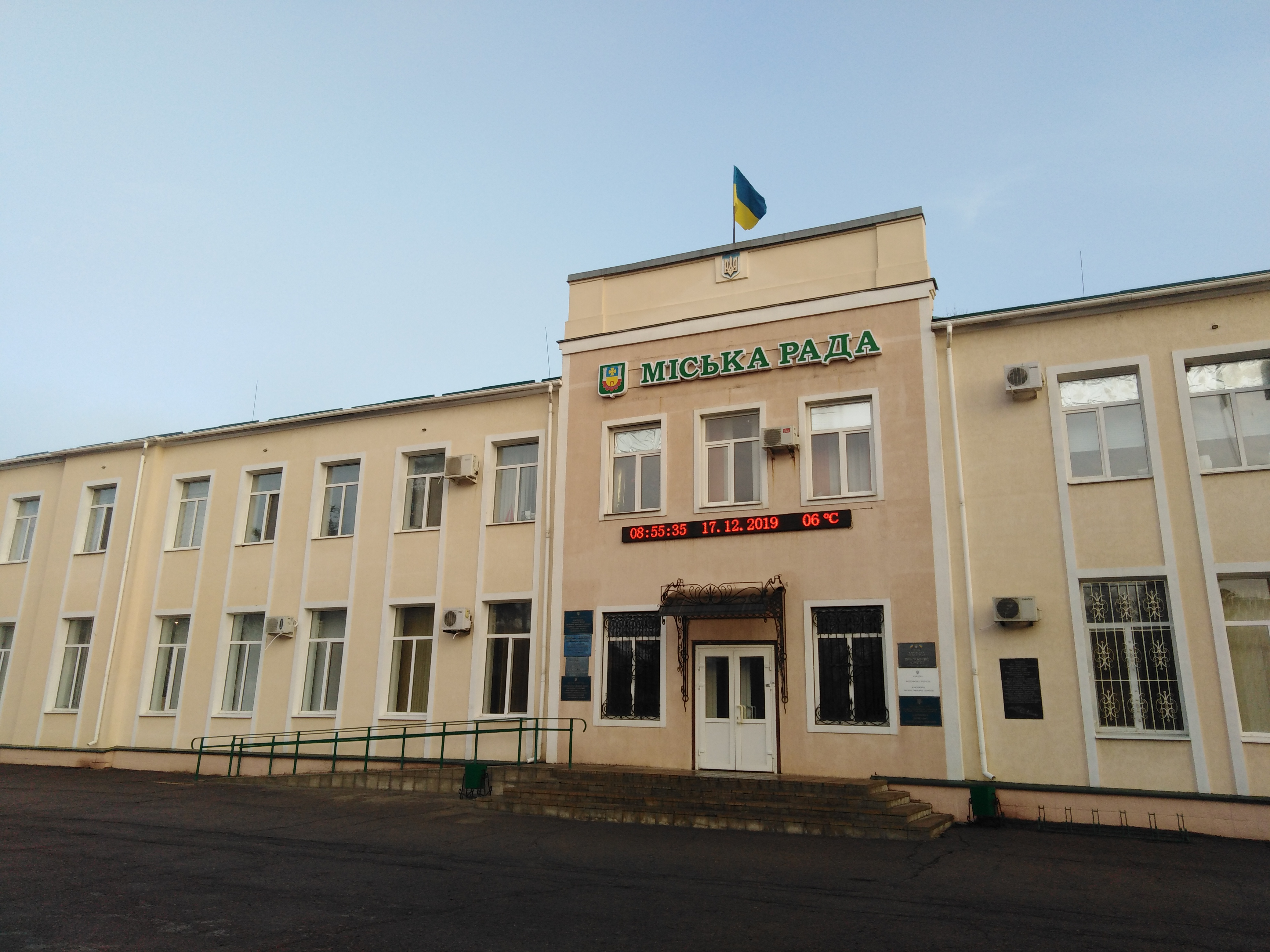
Будівля Карлівської міської ради на вулиці Полтавський шлях

Рішенням виконавчого комітету Полтавської обласної Ради депутатів трудящих від 13 квітня 1957 року селище міського типу Карлівку Карлівського району віднесено до категорії міст районного підпорядкування.
Розвиток сільського господарства та промисловості Карлівського району тривав і за часів радянської влади. Здобутки тих часів беззаперечні.
Наприкінці XX століття діяла центральна районна лікарня імені Л. В. Радевича на 310 місць з поліклінічним відділенням, водолікарня та 6 здоровпунктів на підприємствах і в СПТУ, Районна санепідемстанція, центральна міська аптека № 26 з 4 аптечними пунктами, ветлікарня та ветлабораторія, три середні та неповна середня школа, будинок піонерів та школярів, станція юних натуралістів і станція юних техніків, дитяча юнацька спортивна школа, 5 дитячих дошкільних закладів, районний будинок культури на 600 місць, 2 профспілкові будинки культури на підприємствах, колгоспний клуб-кінотеатр “Мир”, центральна районна бібліотека для дорослих з 55 тис. одиницями збірників, дитяча районна бібліотека на 37 тис. одиниць збірників, 6 бібліотек на підприємствах і СПТУ.

## Населення

### Національний склад
Розподіл населення за національністю за даними перепису 2001 року:
| Національність  | Відсоток |
| --------------- | -------- |
| українці        | 94,45%   |
| росіяни         | 4,55%    |
| білоруси        | 0,44%    |
| вірмени         | 0,12%    |
| інші/не вказали | 0,44%    |

### Мова
Рідна мова населення за даними перепису 2001 року:
| Мова            | Чисельність, осіб | Частка |
| --------------- | ----------------- | ------ |
| Українська      | 17 073            | 95,65% |
| Російська       | 709               | 3,97%  |
| Білоруська      | 32                | 0,18%  |
| Вірменська      | 10                | 0,06%  |
| Румунська       | 6                 | 0,03%  |
| Болгарська      | 1                 | 0,01%  |
| Інші/Не вказали | 18                | 0,10%  |
| Разом           | 17 849            | 100%   |

## Економіка
За характером виробництва місто є індустріально-аграрним. На території міста розташовані: ВАТ «Карлівський машинобудівний завод», ВАТ «Карлівський механічний завод», Жовтневий спиртзавод, ТОВ «Карлівський цукровий завод», ВАТ «Меблева фабрика», ВАТ «Карлівський хлібозавод», нафтогазорозвідувальна експедиція глибокого буріння, управління по експлуатації газового господарства, 4 ремонтно-будівельних підприємства, АТП-15340 та інші. Всього 18 підприємств.
На території міської ради розташовані два реформовані сільськогосподарські підприємства, 4 фермерських господарства.
У квітні 2019 року розпочалося будівництво кооперативного завод Асоціації виробників молока, засновниками якого стали 10 учасників і планується до введення в експлуатацію наприкінці 2021 року. Перша черга заводу дозволить щодоби переробляти близько 500 тонн молока екстра-класу. Надалі потужності заводу будуть збільшені до 1000 т.
До співпраці з підприємством будуть залучати господарства, що знаходяться в радіусі 300 км від заводу. На підприємстві випускатимуть елітні напівтверді й тверді сири, а також планують глибоко переробляти сироватку.
Розвиток малого та середнього бізнесу на сьогодні є одним з пріоритетних шляхів розвитку економіки та покращення життєвого рівня населення.
Малий та середній бізнес на території міста розвинутий головним чином у сфері торгівлі. У сфері послуг розвинутий не достатньо. У виробничій сфері майже відсутній. Прогресує готельний бізнес, громадське харчування розвинуте недостатньо.

## Об'єкти соціальної сфери

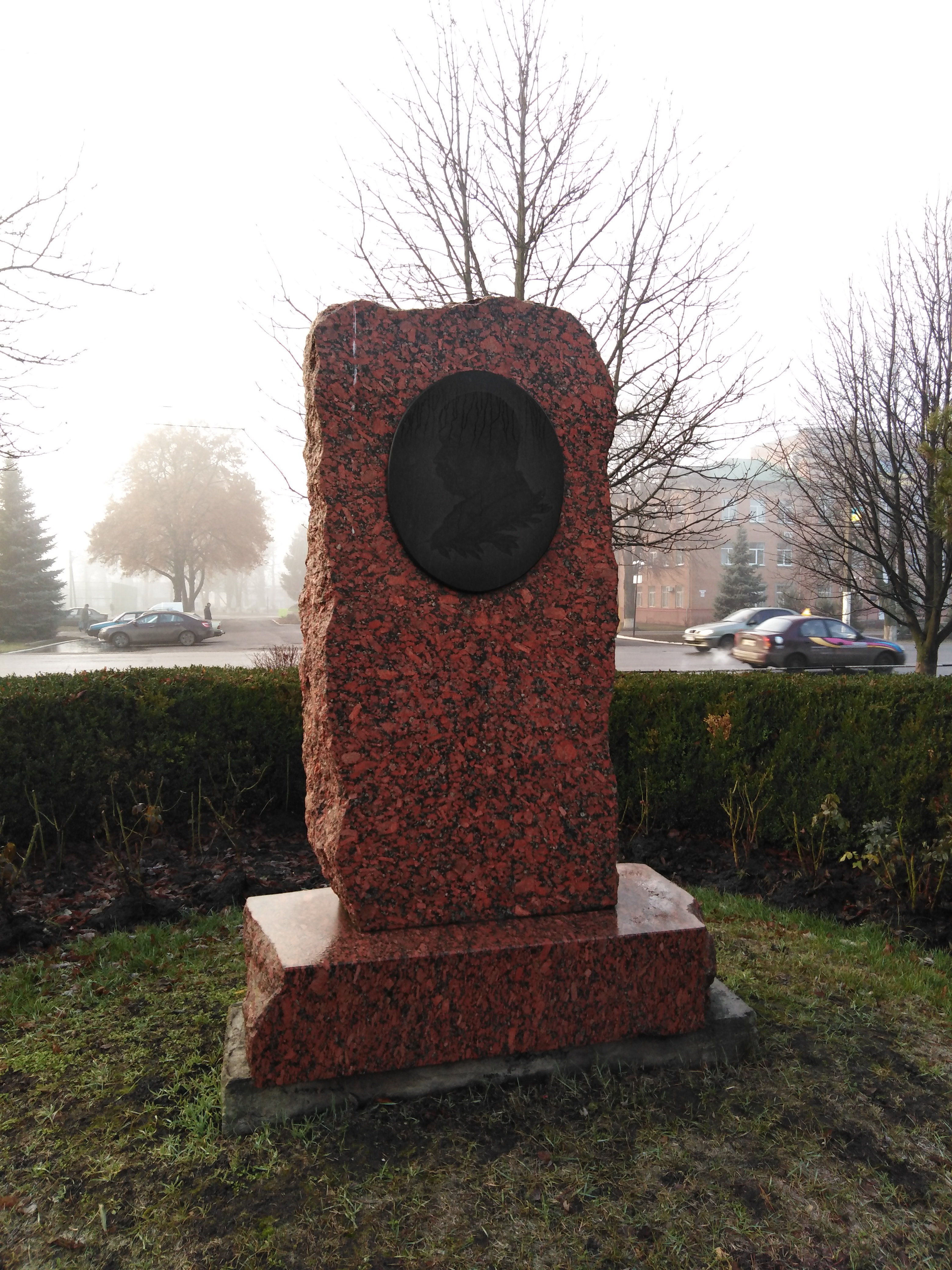
Пам'ятник Тарасу Шевченку поблизу музею

- Карлівський ліцей імені Ніни Герасименко.
- Школа № 1.
- Школа № 3.
- Школа № 4.
- Будинок дитячої та юнацької творчості.
- Школа мистецтв.
- Карлівське професійно-технічне училище.
- Центральна міська лікарня імені Л. В. Радевича
- Будинок культури.
- Музей.

## Релігія
У Карлівці є парафії ПЦУ та УПЦ МП.

## Пам'ятки
- На території міста є ботанічна пам'ятка природи — парк «Дуби черешчаті» (площа 3,5 га).
- До східної околиці міста прилягає ландшафтний заказник — «Красноперівка».
- 24 лютого 2014 року було демонтовано пам'ятник Леніну.

## Відомі особи
- Олег Матюх — військовослужбовець, офіцер 46-ї окремої аеромобільної бригади. Загинув під час битви за Бахмут 21 серпня 2022 року.
- Дмитренко Микола — військовослужбовець 92-ї окремої механізованої бригади. Загинув біля міста Щастя.
- Калениченко Лука Петрович (1898—1968) — український художник-реставратор, мистецтвознавець.
- Колесник Олексій Антонович (нар. 1950) — радянський і український актор театру і кіно.
- Ломакович Світлана Володимирівна (нар. 1947) — український учений-мовознавець.
- Підгорний Микола Вікторович (1908—1983) — радянський партійних діяч. Керівник України у 1957—1963 роках.
- Радевич Леонід Васильович (1985—1949) — заслужений лікар УРСР
- Рябко Роман Володимирович (1988—2022) — капітан 3 рангу Збройних сил України, загинув у ході російського вторгнення в Україну.
- Тишенко Петро Семенович (1879 — після 1946) — сходознавець, журналіст, педагог, громадський діяч у Харбіні в 1900—1940-х роках та міський голова Харбіну у 1917—1926 роках
- Яворська Ірина Йосипівна (нар. 1981) — спортсменка (пауерліфтинг), заслужений майстер спорту України.